# John Duha
John Duha (n. 16 februarie 1875, Chicago, Illinois, SUA – d. 21 ianuarie 1940, Chicago, Illinois, SUA) a fost un gimnast artistic ce a reprezentat Statele Unite ale Americii, medaliat olimpic. A participat la o ediție a Jocurilor Olimpice (1904) în care a câștigat două medalii de bronz.

## Participări
Lista de mai jos prezintă principalele competiții la care a participat John Duha de-a lungul carierei.
- gymnastics at the 1904 Summer Olympics – men's parallel bars[*]